# Полугруппа с делением
Полугруппа с делением — упорядоченная полугруппа {\displaystyle (S,\cdot ,\leqslant )}, в которой для любых двух элементов {\displaystyle a} и {\displaystyle b} определены правое ({\displaystyle a/b}) и левое ({\displaystyle b\backslash a}) частные, причём выполняются условия:
{\displaystyle \forall c\in S\quad c\leqslant a/b\Leftrightarrow c\cdot b\leqslant a} (правое; читается «{\displaystyle a} над {\displaystyle b}»);
{\displaystyle \forall c\in S\quad c\leqslant b\backslash a\Leftrightarrow b\cdot c\leqslant a} (левое; читается «{\displaystyle b} под {\displaystyle a}»).
Правое и левое частные для каждых двух элементов определяются однозначно; если полугруппа коммутативна, то правое и левое частные совпадают.
Примеры: 
- натуральные числа с операцией сложения: {\displaystyle (\mathbb {N} ,+,\geqslant )};
- любая импликативная решётка: здесь псевдодополнение играет роль как правого, так и левого частного;
- множество всех подмножеств частично упорядоченной полугруппы {\displaystyle S} с операцией {\displaystyle \cdot :A\cdot B={\Bigl \{}a\cdot b\mid a\in A,b\in B{\Bigr \}}}, здесь {\displaystyle A/B={\Bigl \{}c\in S\mid \{c\}\cdot B\subseteq A{\Bigr \}}} (левое — аналогично).

## Литетатура
- Упорядоченная полугруппа — статья из Математической энциклопедии. Л. Н. Шеврин
- Шеврин Л. Н. Глава IV. Полугруппы // Общая алгебра / Под общ. ред. Л. А. Скорнякова. — М.: Наука, 1991. — Т. 2. — С. 11—191. — 480 с. — (Справочная математическая библиотека). — 25 000 экз. — ISBN 5-9221-0400-4.